# Kareem Al Allaf
Kareem Al Allaf (arabisch كريم العلاف, DMG Karīm al-ʿAllāf; * 22. März 1998 in Des Moines, Iowa, Vereinigte Staaten) ist ein syrisch-US-amerikanischer Tennisspieler.

## Persönliches
Al Allaf wurde als Kind syrischer Eltern in den USA geboren und spielte zunächst für das Land seiner Eltern.

## Karriere
Al Allaf spielte bis 2015 auf der ITF Junior Tour. In der Jugend-Rangliste erreichte er mit Rang 182 seine höchste Notierung.
Bei den Profis spielte Al Allaf ab 2015 erste Turniere auf der ITF Future Tour, wo er erste Punkte für die Tennisweltrangliste gewann. 2015 begann er ein Studium an der University of Iowa, wo er im College Tennis zum erfolgreichsten Tennisspieler der Hochschule wurde, u. a. verbuchte er die meisten Einzel- und Doppel-Matchsiege.
Mit 17 Jahre hatte er sein Debüt für die syrische Davis-Cup-Mannschaft gegeben. Bis 2022 spielte er in 18 Begegnungen und weist eine Bilanz von 18:9 auf.
Nach dem College-Abschluss 2022 spielte er erstmals durchgehend Profiturniere. In seinem ersten Profijahr stand er im Einzel in einem Future-Halbfinale und einem Finale sowie im Doppel in zwei Halbfinals und einem Endspiel, wodurch er im Einzel das erste Mal in die Top 1000 einziehen konnte. Weil er im November 2022 gegen einen israelischen und damit jüdischen Tennisspieler antrat, sperrte ihn der syrische Tennisverband. Daraufhin trat Al Allaf für die USA an. Anfang 2023 bekam er eine Wildcard für das Turnier der ATP Tour in Dubai. Mit Abdulrahman Al Janahi unterlag er bei seiner Premiere auf diesem Niveau deutlich gegen Tomislav Brkić und Gonzalo Escobar. Im Doppel zog er im April ebenfalls in die Top 1000 ein, während er im Einzel bis auf Platz 756 aufgestiegen war.